# Stefanie Horn
Stefanie Horn (Bottrop, 9 gennaio 1991) è una canoista tedesca naturalizzata italiana, specializzata nella prova del K1 slalom.

## Biografia
Stefanie Horn è nata a Bottrop, in Westfalia, da genitori tedeschi, il 9 gennaio 1991. Dopo aver iniziato la carriera da canoista nelle file della nazionale tedesca, vincendo vari titoli giovanili, dal 2013, acquisisce la cittadinanza potendo gareggiare per l'Italia.
Nel 2013, al debutto con l'Italia, chiude al secondo posto ai Campionati europei di canoa slalom 2013 svoltisi a Cracovia.
Nel 2015 entra a far parte del corpo sportivo della Marina Militare.
Nel 2016 Stefanie Horn riesce a qualificarsi ai Giochi della XXXI Olimpiade nella specialità Canoa Slalom K1, strappando il pass durante i Campionati europei di canoa slalom svoltisi in Slovenia quello stesso anno.
Ai giochi olimpici di Rio si qualifica per la finale della sua specialità, chiudendo la prova all'ottavo posto.
Nel 2017 partecipa ai Campionati europei di canoa slalom a Tacen, arrivando in finale e conquistando la medaglia d'argento nella prova del K1. Nello stesso anno partecipa ai Campionati mondiali di canoa/kayak (slalom) a Pau, vincendo la medaglia d'argento nel C2 misto insieme a Niccolò Ferrari.
Nel 2018 ai mondiali in Brasile finisce 6º
Il 2019 porta la prima vittoria in coppa del mondo a Tacen in un week end storico per i colori azzurri. Raggiunge la finale agli europei e soprattutto al Mondiale di La Seu d'Urgell, piazzandosi 6º qualificando l'imbarcazione per i giochi olimpici.
Nel 2020 si piazza 12º ai Campionati Europei di Praga.
Nel 2021 conquista nelle selezioni interne il pass per Giochi della XXXII Olimpiade.

## Palmarès
- Mondiali - Slalom

Pau 2017: argento nel C2 misto.
- Campionati europei di canoa slalom

Cracovia 2013: argento nel K1.
Tacen 2017: argento nel K1.
- Coppa del mondo di canoa/kayak (slalom)

2019 : oro nel K1 (Terza tappa)
- Campionato mondiale U23 di canoa/kayak (slalom)

2013: oro nel K1
- Campionato europeo U23 di canoa/kayak (slalom)

2012: oro nel K1 a squadre.
2013: argento nel K1 a squadre
2014: oro nel K1.
- Campionato mondiale junior di canoa/kayak (slalom)

2008: argento nel K1
- Campionato europeo junior di canoa/kayak (slalom)

2008: oro nel K1